# Josep Junyent i Rafart
Josep Junyent i Rafart (Vic, Osona, 14 de juliol de 1930 - Vic, 16 de gener de 1993) fou un religiós i poeta català.
Format al seminari de Vic i a Roma, és autor de diversos treballs de crítica literària i poeta. Té composicions publicades a Antologia Estudiants de Vic (1951), i a la Quarta antologia universitària (1955). Fundador i director de Presbyterium (1969) i editor de Quaderns de Pastoral (1972).
El 1962 va ser destinat a l'església del Carme de Manresa com a vicari, on va esdevenir una figura carismàtica i pal de paller de la societat manresana per la seva tasca no només dins l'Església sinó en l'àmbit cultural, intel·lectual, social i en el món polític, que durant la clandestinitat va protegir i estimular. Va ser Premi Bages de Cultura el 1989. És autor de la Lliçó Magistral de 1963.
Va morir el 16 de gener del 1993 a Vic a causa d'un càncer.